# Stefan Bauer-Mengelberg
Stefan Bauer-Mengelberg (Heidelberg, 6 maart 1927 – Amagansett, Long Island, 1996) was een Amerikaans wiskundige, advocaat en dirigent. 
Bauer-Mengelberg werd in 1927 geboren als zoon van Käthe Mengelberg en Stefan Bauer sr. Na de scheiding van zijn ouders vluchtte hij met zijn moeder en broer vlak voor de Tweede Wereldoorlog naar de Verenigde Staten van Amerika omdat zijn moeder als hoogleraar sociologie in nazi-Duitsland vervolgd werd en Bauer-Mengelberg via zijn vader Joods bloed had. Na het behalen van een bachelor filosofie en zijn masters wiskunde aan de New York University kreeg Bauer-Mengelberg, zoals hij zich inmiddels noemde, een betrekking bij I.B.M. en werd hij universitair docent in de wiskunde en filosofie aan onder meer de New School for Social Research, het Hunter College en de Columbia University. 
Naast deze carrière als wiskundige werd Bauer-Mengelberg in het seizoen 1959-1960 assistent dirigent van Leonard Bernstein aan de New York Philharmonic waar zijn achteroom Willem Mengelberg dertig jaar daarvoor furore had gemaakt. In de jaren 1960-1962 was hij dirigent van het St. Louis Philharmonic Orchestra en directeur van het Mannes College of Music in de periode tussen 1966 en 1969. In die periode was hij ook bijzonder hoogleraar aan de University of Southern
California op de faculteit Directie en de dirigent van het orkest van de universiteit. Dankzij diens overlappende expertise in computers en muziek heeft hij een systeem van muzieknotitie voor computers ontwikkeld.
Naar aanleiding van een geschil over de auteursrechten over een boek dat hij had geschreven, ging Bauer-Mengelberg ook rechten studeren. Na voltooiing van die studie vestigde hij zich als advocaat in New York. De procedure over de auteursrechten won hij.

## Werk
- Parker v. Flook: A Formula to Cause Alarm
- 'On Eleven-Interval Twelve-Tone Rows', Perspectives of New Music 3, (Spring-Summer 1965) 2, p. 93-103.